# Rue des Ormeaux
La rue des Ormeaux est une voie du 20e arrondissement de Paris, en France.

## Situation et accès
La rue des Ormeaux est une voie publique située dans le 20e arrondissement de Paris. Elle débute au 34, boulevard de Charonne et se termine au 1, passage Ormeaux-Grands-Champs.
La rue des Ormeaux est desservie par les lignes 1, 2, 6 et 9 à la station Nation, par la ligne 2 à la station Avron, par la ligne 9 à la station Buzenval et par la ligne A du RER à la gare de Nation. Elle est également desservie par les lignes 3a et 3b à la station de tramway Porte de Vincennes.

## Origine du nom
Elle porte ce nom en raison du voisinage de l'ancienne avenue des Ormeaux, devenue aujourd'hui avenue de Bouvines.

## Historique
Cette voie de l'ancienne commune de Charonne a été classée dans la voirie parisienne par le décret du 23 mai 1863.